# Anuradha Roy
Anuradha Roy (Calcuta, 1967) es una escritora, periodista y editora India. Obtuvo el Economist Crossword Prize por su novela Los pliegues de la tierra y el DSC Prize for South Asian Literature por su novela Sleeping on Jupiter.

## Trayectoria
Nació en Calcuta en 1967. Estudió Literatura Inglesa en el Presidency College y en la Universidad de Cambridge.
En 2008 publicó su primera novela, Atlas de una añoranza imposible, que ha sido traducida a quince idiomas. La novela está ambientada en India en siglo XX y sigue la vida de tres generaciones de una familia India hasta la partición de la India. Su segunda novela, Los pliegues de la tierra , ganó el Economist Crossword Prize. La novela está ambientada en un pueblo de los Himalayas y habla de los matrimonios entre diversas religiones en la India. Su tercera novela, Sleeping on Jupiter, ganó el DSC Prize for South Asian Literature y estuvo nominada al Man Booker Prize. Su cuarta novela, All the lives We Never Lived, fue publicada en 2018.
También es fundadora, junto con su esposo Rukun Advani, de Permanent Black, una editorial en Dehli.

## Obra
- Atlas de una añoranza imposible (2008)
- Los pliegues de la tierra (2011)

### En inglés
- Sleeping on Jupiter (2015)
- All The Lives We Never Lived (2018)
- The Earthspinner (2021)[12]

## Premios
- 2011, The Hindu Literary Prize, finalista, Los pliegues de la tierra.[13]
- 2011, Man Asian Literary Prize, nominada, Los pliegues de la tierra.[14]
- 2011, Economist Crossword Book Award, Los pliegues de la tierra.[4]
- 2015, The Hindu Literary Prize, finalista, Sleeping on Jupiter.[15]
- 2015, Man Booker Prize, nominada, Sleeping on Jupiter.[10]
- 2016, DSC Prize for South Asian Literature, Sleeping on Jupiter.[3]
- 2018, JCB Fiction Prize, finalista, All the Lives We Never Lived.[16]
- 2018, The Hindu Literary Prize, All the lives We Never Lived.[17]